# Кабакуська сільська рада
Кабаку́ська сільська рада (рос. Кабакушский сельский совет) — муніципальне утворення у складі Стерлібашевського району Башкортостану, Росія. Адміністративний центр — село Кабакуш.

## Населення
Населення — 536 осіб (2019, 670 в 2010, 712 в 2002).

## Склад
До складу поселення входять такі населені пункти:
| Населений пункт     | Населення, осіб (2002) | Населення, осіб (2010) |
| ------------------- | ---------------------- | ---------------------- |
| Кабакуш, село       | 620                    | 589                    |
| Новий Мир, присілок | 29                     | 28                     |
| Раєвка, присілок    | 63                     | 53                     |